# 邵逸夫故居
29°55′25.5″N 121°38′44.2″E / 29.923750°N 121.645611°E
邵逸夫故居，或称邵逸夫旧居、邵氏故居，位于中国浙江省宁波市镇海区庄市街道勤勇村老邵家3号，是香港影视大亨、慈善家邵逸夫少年时代居住之处，也是邵氏在宁波镇海的祖居，2023年9月1日公布为宁波市文物保护单位。

## 简介
始建于清朝晚年，邵逸夫父亲邵玉轩出生成长于此，邵逸夫长兄邵醉翁也出生于此。位于今浙江省宁波市镇海区庄市街道勤勇村邵家，建筑面积约为200平方米，砖木结构，高二层，风格中西合璧。临近的有包玉刚故居，为世界船王包玉刚少年居所，邵氏故居今由邵逸夫之侄孙邵才源老人管理。
邵逸夫生前曾于1987年4月回乡探亲祭祖，曾探访故居访问亲人。

## 悼念
2014年1月7日，邵逸夫在香港家中逝世，享年107岁。邵氏故居成为纪念邵逸夫之地，有不少民众和单位自发来访悼念，包括政府、学校教育机构代表人，邵氏生前资助的学生和不少企业家。有宁波市民自发赴邵氏故居祭奠邵逸夫。

## 现状
邵逸夫逝世后，镇海邵氏故居设立灵堂，与香港殯儀館一同祭奠邵逸夫。镇海邵氏故居有望永久保存，不会拆迁，以示纪念。

## 图库

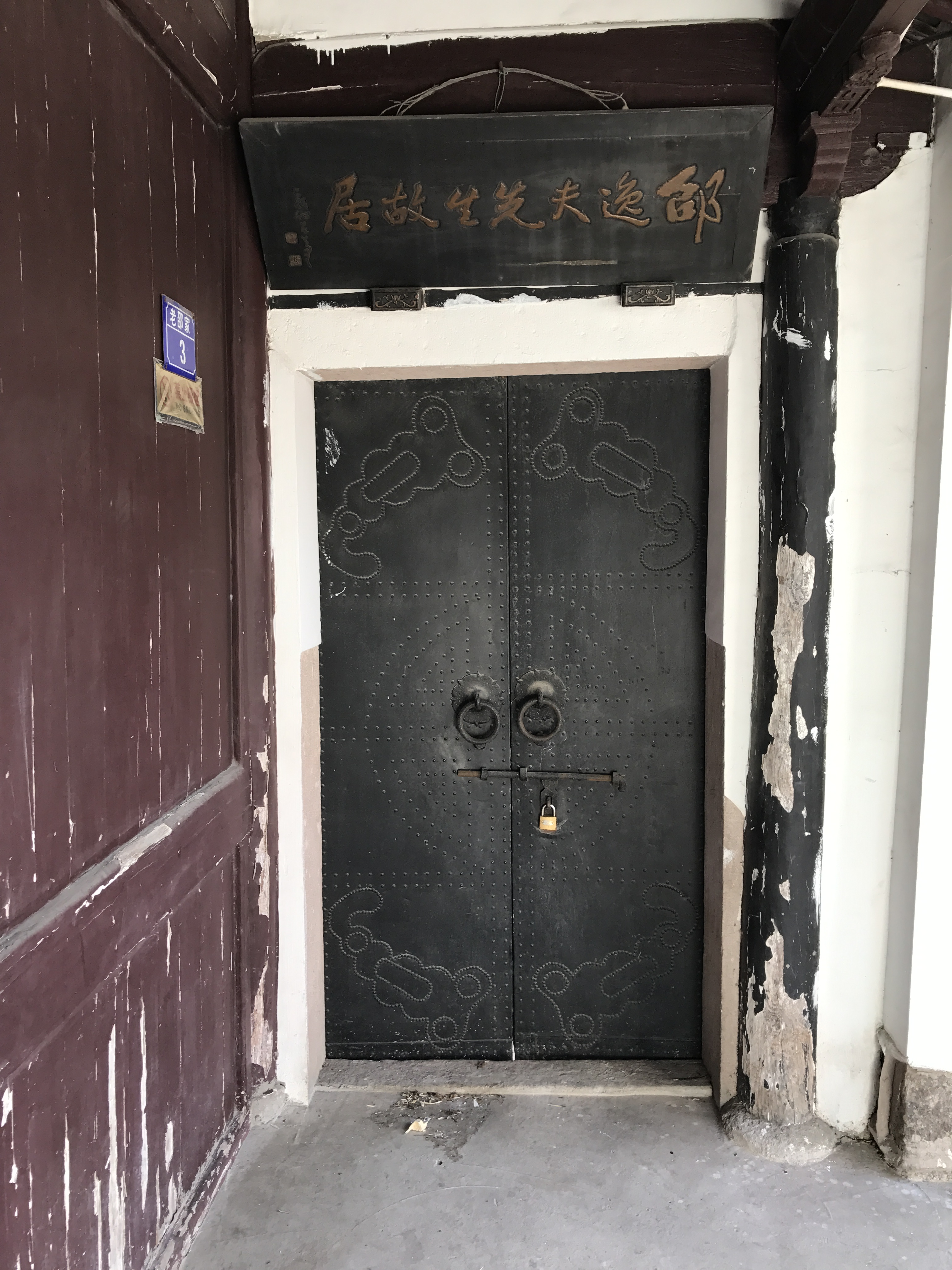
邵逸夫故居入口
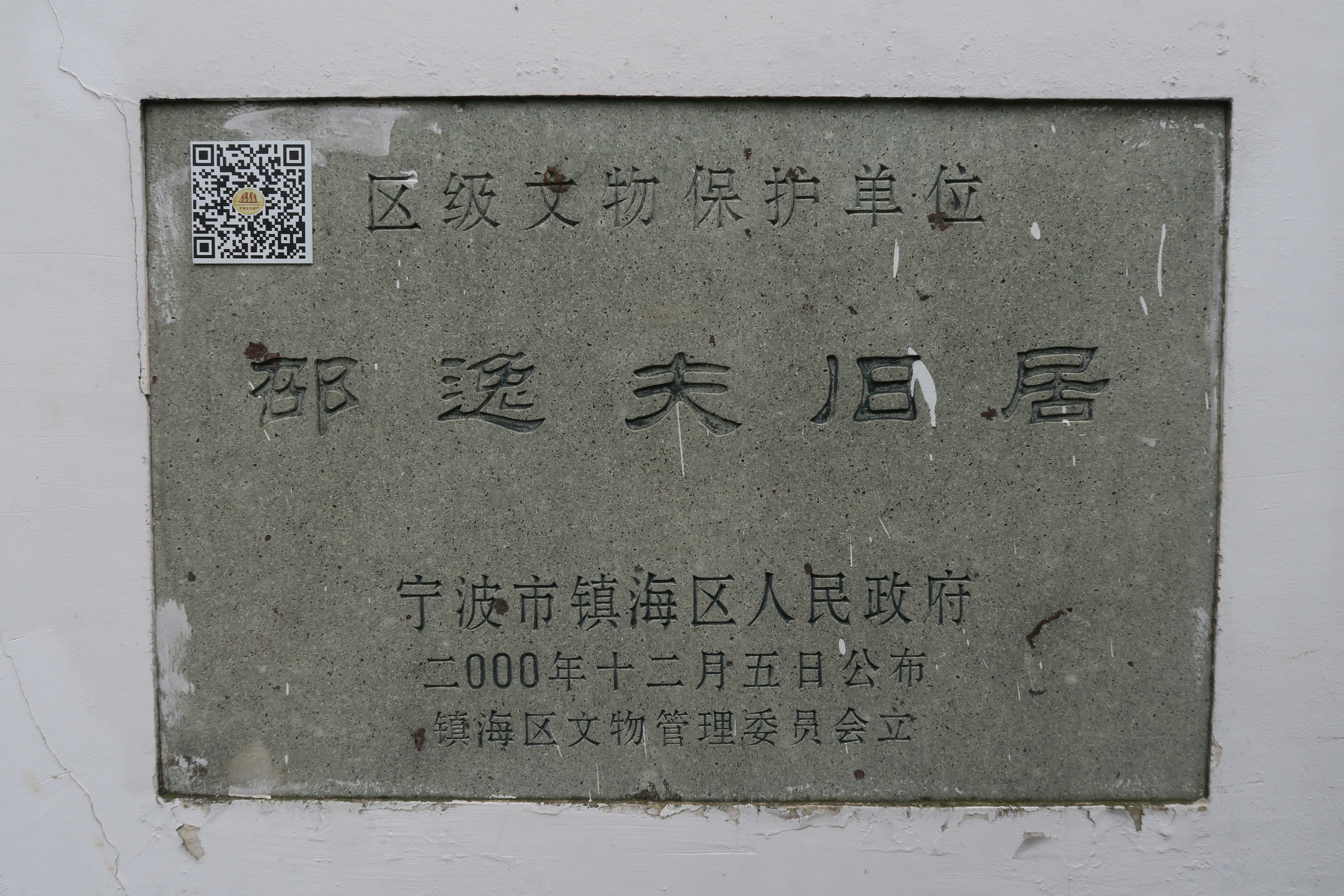
邵逸夫故居文保牌
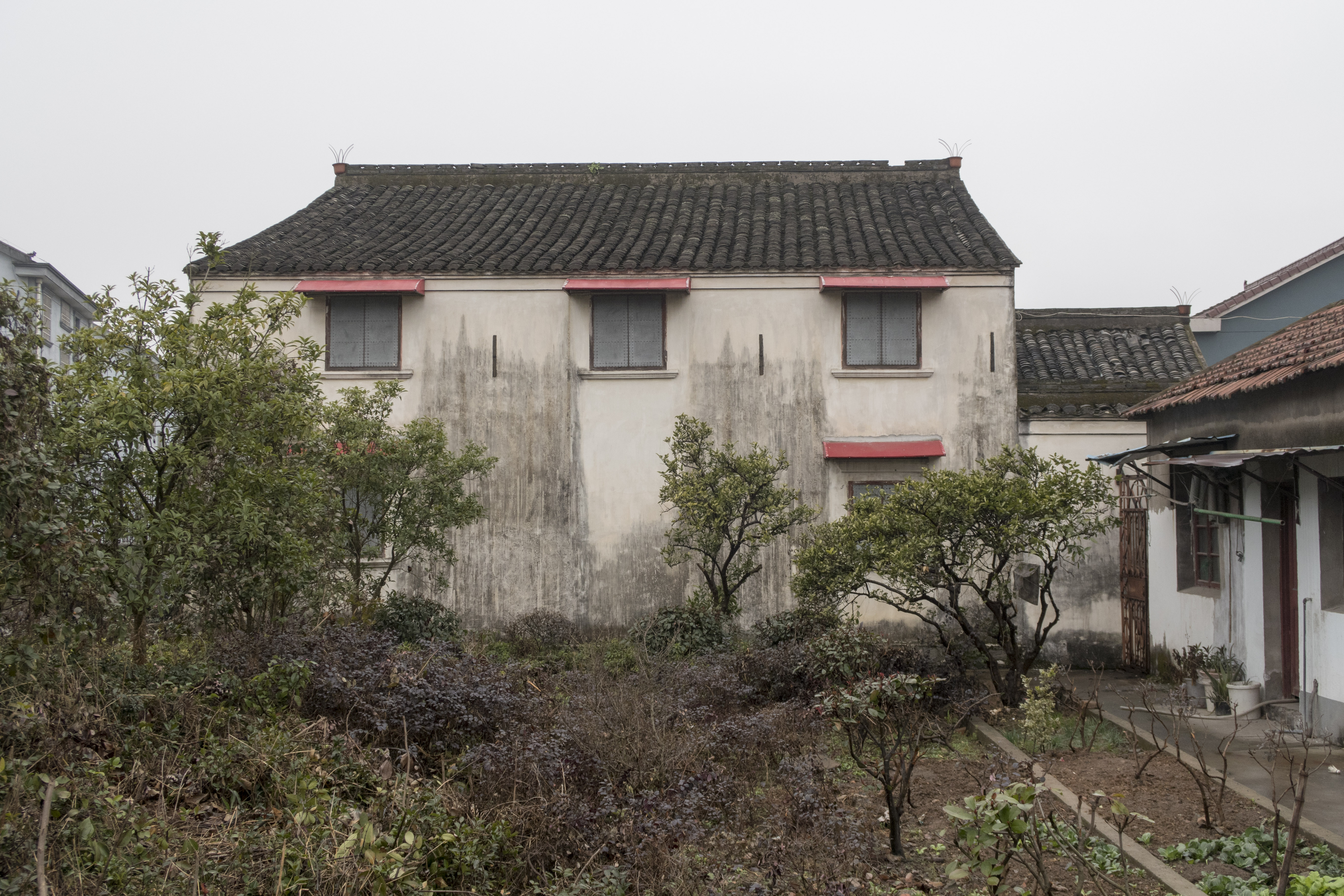
故居后部